# Gábor Talmácsi

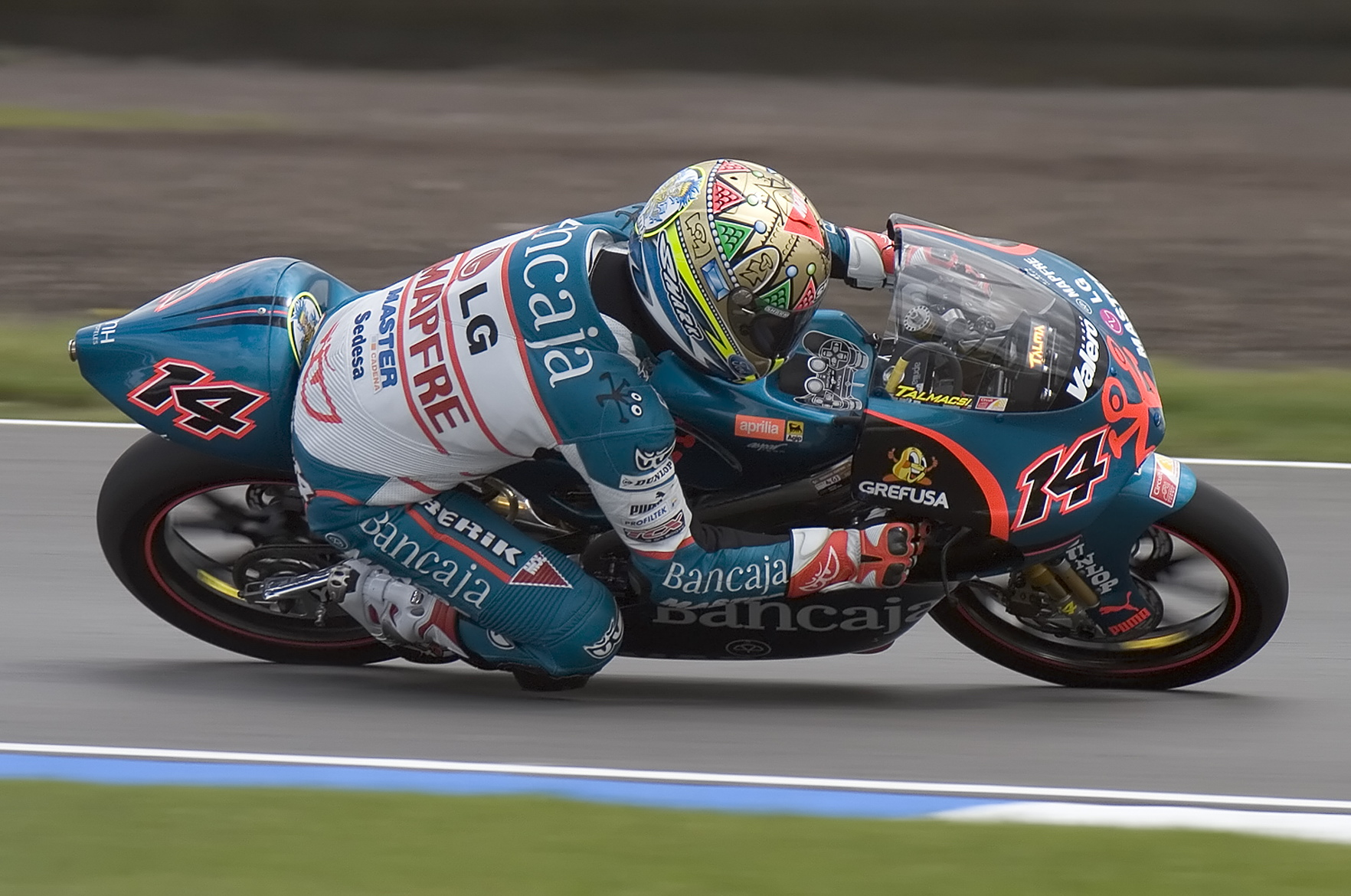
Gábor Talmácsi 2007

Gábor Talmácsi (* 28. Mai 1981 in Budapest) ist ein ehemaliger ungarischer Motorradrennfahrer.
Talmácsi, genannt „Talma“, gewann in der Saison 2007 auf Aprilia für das Bancaja Aspar-Team den WM-Titel in der 125-cm³-Klasse der Motorrad-Weltmeisterschaft. Sein jüngerer Bruder Gergő ist ebenfalls Motorradrennfahrer.

## Karriere
Gábor Talmácsi begann bereits im Alter von vier Jahren auf einem Minibike mit dem Motorradfahren. Später war er in der Motorrad-Europameisterschaft erfolgreich.
Der Ungar debütierte beim Großen Preis von Tschechien 2000 in der 125-cm³-Klasse als Wildcard-Pilot in der Motorrad-Weltmeisterschaft.
In der Saison 2001 war Talmácsi Stammfahrer im Privatteam Racing Service, wo er eine 125er Honda pilotierte. Nach einem schwierigen Saisonbeginn steigerte er sich kontinuierlich und schaffte mit 34 Punkten schließlich den 18. WM-Rang. Sein bestes Resultat war dabei der sechste Platz beim Pazifik-Grand Prix im japanischen Motegi.
Seine starken Auftritte brachten Gábor Talmácsi für die folgende Saison einen Vertrag bei Italjet ein. Für den italienischen Hersteller konnte er jedoch in den ersten Rennen keinen einzigen Punkt einfahren, deshalb verließ er das Team nach fünf WM-Läufen und startete den Rest der Saison für das deutsche Team PEV Moto ADAC Sachsen, wo er wieder eine Honda fuhr. Beim Grand Prix von Brasilien erzielte der Ungar mit Rang vier sein bestes Saisonresultat. Mit 20 Zählern erreichte er den 22. Gesamtrang.
Zur Saison 2003 wechselte Talmácsi ins Exalt Cycle-Team, in dem der Franzose Arnaud Vincent im Vorjahr den WM-Titel gewonnen hatte. Dort fühlte er sich jedoch wiederum nicht wohl, da er glaubte, sein deutscher Teamkollege Steve Jenkner erhalte besseres Material als er. Am Saisonende belegte Talmácsi den 14. Gesamtrang.
Da Gábor Talmácsi Nummer-1-Fahrer sein wollte, wechselte er 2004 ins Malaguti-Werksteam. Das Motorrad stellte sich jedoch als nicht konkurrenzfähig heraus. Mit dem siebten Platz in Portugal als bestem Resultat erreichte er den 17. WM-Rang. Dennoch zog er das Interesse mehrerer Teams auf sich, darunter Derbi, Gilera, Honda und KTM.
Zur Saison 2005 entschied sich Talmácsi für das Angebot des österreichischen Red-Bull-KTM-Werksteams. Dort gelang ihm im Saisonverlauf der endgültige Durchbruch. Beim Grand Prix von Italien in Mugello konnte er seinen ersten Grand-Prix-Sieg feiern. Später folgten noch zwei weitere Erfolge, in den Niederlanden und in Katar. Beim Sieg in Katar, dem viertletzten Lauf des Jahres, überholte er kurz vor der Zielflagge seinen Teamkollegen Mika Kallio, entgegen der Stallorder von Teamchef Harald Bartol. Nach dem Rennen erklärte Talmácsi, dass er gedacht hätte, die beiden seien erst in der vorletzten Runde. Als Kallio am Saisonende in der Titelentscheidung mit fünf Zählern Rückstand gegenüber dem Schweizer Thomas Lüthi das Nachsehen hatte, wurde Gábor Talmácsi zum Sündenbock gemacht und entlassen. In der WM belegte er den dritten Rang.
Ursprünglich war Talmácsi für 2006 als Pilot der neuen 250-cm³-KTM vorgesehen. Nach der Entlassung wechselte er jedoch ins Humangest Racing Team, wo er auf einer Honda-Werksmaschine an der 125er-WM teilnahm. Nach Lüthis Titelgewinn 2005 stand die Entwicklung bei Honda jedoch fast still, deshalb geriet der japanische Hersteller gegenüber Konkurrent Aprilia ins Hintertreffen. Talmácsi belegte als bester Honda-Pilot schließlich den siebten WM-Rang. Sein bestes Saisonresultat war dabei der dritte Rang in Tschechien.
Zur Saison 2007 wechselte Gábor Talmácsi ins spanische Bancaja Aspar Team von Jorge Martínez, in dem Álvaro Bautista sich 2006 den 125er-WM-Titel sichern konnte. Der Ungar fühlte sich auf Anhieb wohl, zeigte bereits bei den Vorsaison-Tests starke Leistungen und startete gut in die Saison. Obwohl er nicht wie seine Teamkollegen Héctor Faubel und Sergio Gadea das neueste Modell der 125er-Aprilia fuhr, sicherte sich Talmácsi nach einem spannenden Finale in Valencia mit drei Siegen und zehn Podiumsplatzierungen vor Faubel den WM-Titel.
2008 wird Talmácsi, wiederum im Aspar-Team, versuchen, seinen 125er-WM-Titel zu verteidigen.
2009 fuhr er zuerst für das Balatonring Racing Team und wechselte mitten in der Saison in die MotoGP-Klasse, zuerst an der Seite von Yūki Takahashi für zwei Rennen und seitdem als einziger Fahrer des Scot Honda Teams.
In der Saison 2012 trat Gábor Talmácsi in der Supersport-Weltmeisterschaft auf Honda an.

## Statistik

### Erfolge
- 2007 – 125-cm³-Weltmeister auf Aprilia
- 9 Grand-Prix-Siege

### Ehrungen
- Ungarns Sportler des Jahres: 2007

### In der Motorrad-Weltmeisterschaft
| Saison | Klasse  | Team                    | Motorrad | Rennen | Rennen | Siege | Podien | Poles | Punkte | Ergebnis    |
| ------ | ------- | ----------------------- | -------- | ------ | ------ | ----- | ------ | ----- | ------ | ----------- |
| 2000   | 125 cm³ | Pannonia Racing         | Honda    | 1      | 1      | –     | –      | –     | –      | –           |
| 2001   | 125 cm³ | Racing Service          | Honda    | 16     | 16     | –     | –      | –     | 34     | 18.         |
| 2002   | 125 cm³ | Italjet Racing Service  | Italjet  | 5      | 15     | –     | –      | –     | 20     | 22.         |
| 2002   | 125 cm³ | PEV Moto ADAC Sachsen   | Honda    | 10     | 15     | –     | –      | –     | 20     | 22.         |
| 2003   | 125 cm³ | Exact Cycle Red Devil   | Aprilia  | 16     | 16     | –     | –      | –     | 70     | 14.         |
| 2004   | 125 cm³ | Semprucci Malaguti      | Malaguti | 16     | 16     | –     | –      | –     | 43     | 17.         |
| 2005   | 125 cm³ | Red Bull KTM GP125      | KTM      | 16     | 16     | 3     | 5      | 1     | 198    | 3.          |
| 2006   | 125 cm³ | Humangest Racing Team   | Honda    | 16     | 16     | –     | 1      | –     | 119    | 7.          |
| 2007   | 125 cm³ | Bancaja Aspar           | Aprilia  | 17     | 17     | 3     | 10     | 5     | 282    | Weltmeister |
| 2008   | 125 cm³ | Bancaja Aspar           | Aprilia  | 17     | 17     | 3     | 9      | 4     | 206    | 3.          |
| 2009   | 250 cm³ | Balatonring Team        | Aprilia  | 3      | 3      | –     | –      | –     | 28     | 18.         |
| 2009   | MotoGP  | Scot Racing Team MotoGP | Honda    | 12     | 12     | –     | –      | –     | 19     | 17.         |
| 2010   | Moto2   | Fimmco Speed Up         | Speed Up | 17     | 17     | –     | 1      | 1     | 109    | 6.          |
| Gesamt | Gesamt  | Gesamt                  | Gesamt   | 162    | 162    | 9     | 26     | 11    | 1128   |             |

### In der Supersport-Weltmeisterschaft
| Saison | Team    | Motorrad | Rennen | Siege | Zweiter | Dritter | Poles | Schn. Runden | Punkte | Ergebnis |
| ------ | ------- | -------- | ------ | ----- | ------- | ------- | ----- | ------------ | ------ | -------- |
| 2012   | Prorace | Honda    | 11     | –     | –       | –       | –     | –            | 44     | 13.      |
| 2013   | Prorace | Honda    | 5      | –     | –       | –       | –     | –            | 4      | 27.      |
| Gesamt | Gesamt  | Gesamt   | 16     | 0     | 0       | 0       | 0     | 0            | 48     |          |